# Roda quadrada

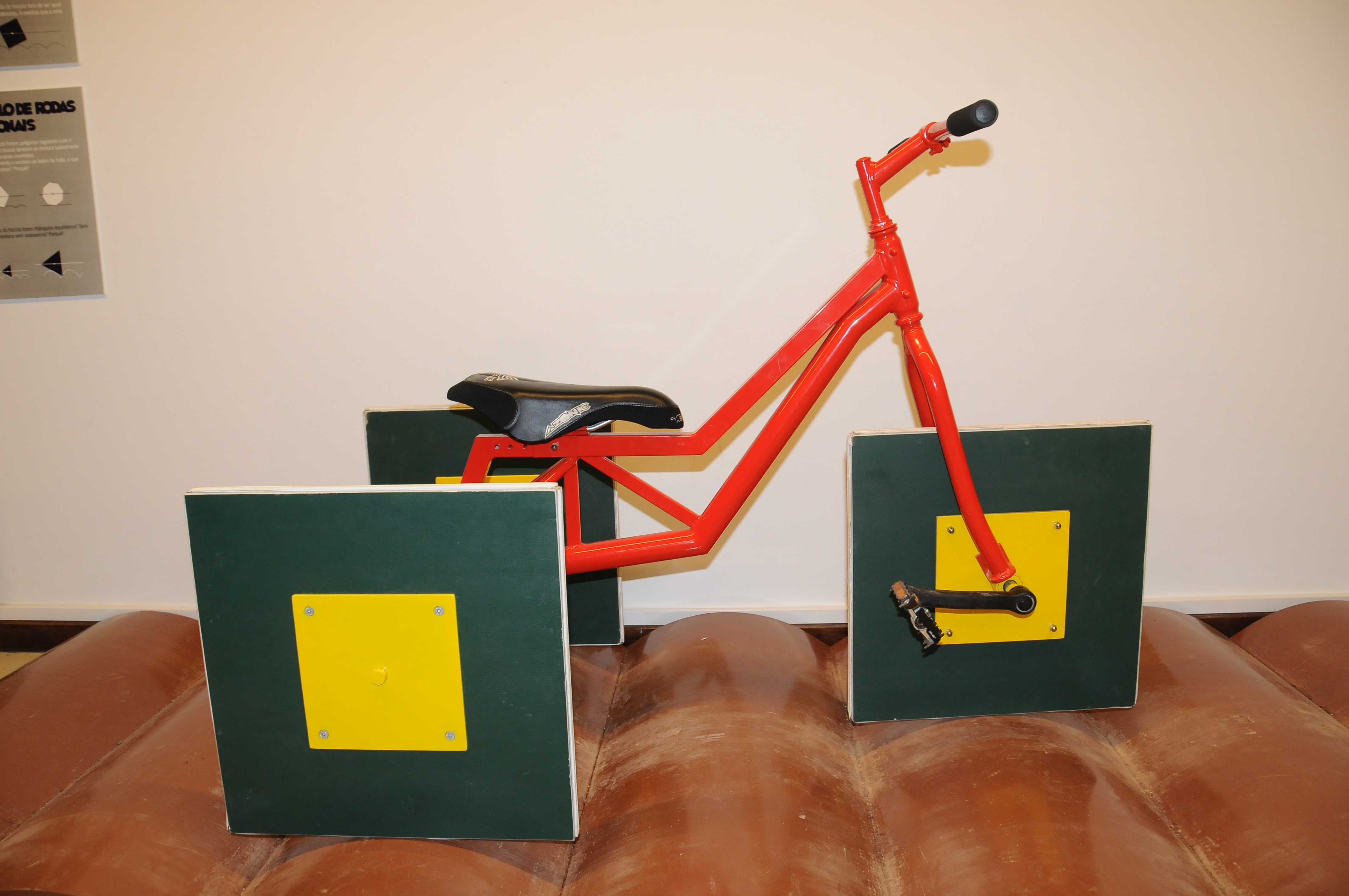

Uma roda quadrada é uma roda que, em vez de ser circular, tem a forma de um quadrado. Embora existam rodas quadradas literais, um uso mais comum do termo é como uma metáfora que significa engenharia ruim ou falta de sofisticação estereotipada (ver reinventar a roda).

Uma animação de uma rolagem suave da roda quadrada sobre catenárias invertidas.

Uma roda quadrada pode rolar sem problemas se o piso for conformado por formas uniformemente invertidas de catenárias do tamanho e curvatura correta.